# Wsiewołod Szymanowski
Wsiewołod Juljewicz Szymanowski, Wsewołod Szymanowski (ros. Всеволод Юльевич Шимановский, ukr. Всеволод Юліанович Шимановський, ur. 1866 w Kijowie, zm. 1934 w Krymsku) – ukraiński pszczelarz.
Miał wykształcenie wojskowe, po przejściu na emeryturę został nauczycielem wiejskim, zajął się również ogrodnictwem i pszczelarstwem. Od 1921 do 1925 był nauczycielem w szkole pszczelarskiej na Wołyniu.

## Prace
- Пасека при народной школе. Киев: тип. С.В. Кульженко, 1889
- Методы пчеловождения, применяемые в России и на Западе с целью увеличения доходности в рамочных и неразборных ульях. Петроград: А.Ф. Девриен, 1916